# Майкл Менлі
Майкл Норман Менлі (англ. Michael Norman Manley) — ямайський державний і політичний діяч, прем'єр-міністр Ямайки (1972—1980 і 1989—1992).

## Життєпис
Народився 10 грудня 1924 року в парафії Сент-Ендрю на Ямайці. Син Нормана Менлі.
Під час 2-ї світової війни служив з 1943 р. в канадських ВПС. Після смерті батька в 1969 р. очолив ННП, керівником якої був до 1992 р. Після перемоги на парламентських виборах у 1972 р. став прем'єр-міністром Ямайки. Був ним двічі — з 1972 по 1980 рр. і 1989—1992 рр. Притримувався соціалістичних поглядів, встановив дипломатичні відносини з Кубою і СРСР, як лідер опозиції критикував проамериканську політику прем'єр-міністра Е.Сіаги.
Помер 6 березня 1997 р. Похований у Національному парку Героїв у Кінгстоні.